# Мини Израел
„Мини Израел“ (на иврит: מיני ישראל) е парк за миниатюри - макети на архитектурни и други обекти, разположен в долината на Аялон в близост до Латрун, Израел.
Открит е през ноември 2002 г. Обектът съдържа миниатюрни копия на стотици сгради и други забележителности в Израел. Туристическата атракция се състои от около 350 модела, повечето от които са в мащаб 1:25.